# صلصة لويزيانا الحارة
صلصة لويزيانا الحارة هي علامة تجارية للصلصة الحارة المصنعة في نيو أيبيريا، لويزيانا، بواسطة شركة ساميت هيل فودز. كانت شركة بروس فودز هي المالك السابق والمصنع للعلامة التجارية وباعتها في أبريل 2015.

## تصنيعها
يتم تحضير صلصة لويزيانا الحارة الأصلية باستخدام فلفل كايين، والذي يخضع لعملية التعتيق لمدة لا تقل عن عام واحد. المنتج من بين الصلصات الحارة المصنعة على طريقة لويزيانا، حيث يتم مزج الفلفل الحار المطبوخ والمطحون مع الخل والملح، ثم يترك ليتخمر أثناء عملية التعتيق. في عام 2001، تم تصنيع أكثر من 200000 زجاجة من الصلصة الحارة يوميًا بأحجام مختلفة.

## تاريخها
قامت شركة بروس فودز بتسويق الصلصة الأصلية لأول مرة في عام 1928، وقامت بتصنيع المنتج حتى أبريل 2015. بدأت الشركة العمل بشكل عائلي، حيث كان يتم تحضير الصلصة في مطبخ المنزل وبيعها للجيران. كانت صلصة لويزيانا الأصلية هي أول علامة تجارية للصلصة يتم تسويقها باستخدام اسم ولاية لويزيانا. كان شعار العلامة التجارية ليس حارًا جدًا، وليس معتدلًا جدًا.
في أبريل 2015، باعت الشركة العلامة التجارية وأصولها إلى شركة ساميت هيل فودز، التي يقع مقرها الرئيسي في روما، جورجيا. يستمر تصنيع الصلصة الحارة في مصنع موجود نيو أيبيريا، لويزيانا.
في عام 2023، قامت الشركة بتحديث شعارها وإصدار نكهات جديدة بما في ذلك نكهة (محبي الثوم، و شيبوتل مدخن، تانجى تاكو) في زجاجات سعة 6 أونصة، وأضيفت إلى النكهات الأصلية ونكهة الحلو مع العسل والحار جداً. كما تبيع العلامة التجارية أيضًا فلفل هالابينو بثلاثة أشكال: كامل ومقطع ومكعب، بالإضافة إلى فلفل تاباسكو في الخل، وصلصة الأجنحة الخاصة بهم.

## توزيعها
تتوفر صلصة لويزيانا الحارة الأصلية في العديد من محلات البقالة والمطاعم في الولايات المتحدة، وتم تصديرها إلى أكثر من 100 دولة بداية عام 2001.

## الاستخدامات
تُستخدم صلصة لويزيانا الحارة الأصلية كتوابل لإضافة نكهة إلى الأطعمة، كمكون في بعض الأطباق، وأيضًا كتتبيلة لبعض الأطعمة، مثل أجنحة الدجاج.